# جيمس فير
جيمس فير (بالإنجليزية: James Fair) هو لاعب هوكي الحقل بريطاني، ولد في 8 أغسطس 1981 في تشستر في المملكة المتحدة.

## وصلات خارجية
- جيمس فير على موقع الاتحاد الدولي للهوكي (الإنجليزية)
- جيمس فير على موقع اللجنة الأولمبية الدولية (الإنجليزية)
- جيمس فير على موقع أوليمبيديا (الإنجليزية)
- جيمس فير على موقع اللجنة الأولمبية البريطانية (الإنجليزية)
- جيمس فير على موقع اتحاد ألعاب الكومنولث (مؤرشف) (الإنجليزية)